# Voie Lyonnaise 1
La Voie Lyonnaise 1 est une piste cyclable faisant partie du réseau express vélo des Voies Lyonnaises. Elle relie Vaulx-en-Velin à Saint-Fons en passant par le centre de Lyon, sur la rive gauche du Rhône.

## Histoire
Jusque dans les années 2000, les quais du Rhône sont consacrés au trafic automobile. Quatre voies de circulation occupent la partie haute, tandis que les berges sont occupées par un immense parking. En 2007, les berges du Rhône sont réaménagées, et le parking laisse place à une promenade qui comprend notamment une piste cyclable, faisant partie de la ViaRhôna. Cet aménagement, conjugué au lancement du système Vélo'v deux ans plus tôt, permet au vélo de regagner du terrain dans le centre-ville de Lyon.
En septembre 2021, le président de la métropole Bruno Bernard présente le projet des Voies Lyonnaises. L'objectif est de créer des pistes cyclables larges de 3 à 4 mètres et séparées de la chaussée pour plus de confort et de sécurité. Les quais du Rhône sont alors l'axe cycliste le plus fréquenté de France. La piste sur la partie haute des quais devient sous-dimensionnée et dangereuse aux heures de pointe. Le tracé de la Voie Lyonnaise 1 est annoncé le long du Rhône entre Vaulx-en-Velin et Saint-Fons. À ce moment-là, seule la partie entre le pont Churchill et le pont de l'Université est déjà réalisée, mais cette piste préexistante doit être élargie.
Un peu moins d'un an plus tard, le 8 juillet 2022, un premier tronçon est inauguré entre le pont de la Guillotière et celui de l'Université. Le revêtement est de couleur ocre, pour s'accorder avec le revêtement stabilisé historique des cheminements piétons. Il est perméable pour mieux absorber les eaux de pluie et ne contient pas de pétrole. Le coût de ce premier kilomètre de piste cyclable est estimé à 1,7 million d'euros.
Parallèlement, l'aménagement transitoire mis en place plus haut sur le quai Charles-de-Gaulle, au niveau de la Cité internationale, est supprimé, victime de sa faible fréquentation, avec à peine 180 passages journaliers comptabilisés. Le Bus Paradise, bar à strip-tease situé le long de la VL1 au niveau du pont Lafayette, est remplacé par un café et un atelier de réparation de vélos.
En 2023, de nouveaux records de fréquentation sont battus, avec quelques 17 000 cyclistes par jour au niveau du quai Augagneur lors des journées avec le plus de trafic.
Le 22 avril 2024, un nouveau tronçon est inauguré sur le quai Sarrail. Début 2025, les travaux sur le tronçon de la Doua sont reportés, alors que de nombreux chantiers liés notamment au tramway T6 et à la VL4 sont déjà en cours à Villeurbanne.
Sur ses tronçons les plus au nord et au sud, la VL1 suit respectivement les tramways T9 et T10. Sa construction est donc prévue simultanément avec les chantiers des deux lignes.

## Itinéraire
La Voie Lyonnaise 1 part du quartier du Mas du Taureau à Vaulx-en-Velin, puis rejoint le campus de la Doua à Villeurbanne en passant par le quartier Saint-Jean, le long de la ligne de tramway T9. Elle emprunte un nouvel ouvrage d'art, construit spécifiquement pour le passage du tramway et de la piste cyclable au-dessus du canal de Jonage. Elle traverse le campus par l'avenue Einstein et le boulevard du 11 novembre 1918. Elle contourne ensuite le parc de la Tête-d'Or par le boulevard Stalingrad et la Cité internationale, où elle rejoint le tracé de la voie verte déjà aménagée. Elle continue sur la rive gauche du Rhône en remplaçant une voie de circulation automobile jusqu'à la halle Tony-Garnier. Elle rejoint alors le tracé du tramway T10, passe la station de métro Stade de Gerland, puis se poursuit sur le boulevard Chambaud de la Bruyère, avant de se terminer dans la vallée de la chimie vers la gare SNCF de Saint-Fons.

## Critiques
Dans le centre de Lyon, la pertinence de cet aménagement en haut des quais est parfois questionnée, alors qu'une piste cyclable complètement isolée de la circulation automobile existe déjà quelques mètres plus bas sur les berges.